# Мерфи, Роберт (дипломат)
Роберт (Боб) Мерфи (англ. Robert Daniel Murphy; 28 октября 1894 года, Милуоки, штат Висконсин — 9 января 1978) — американский дипломат и мемуарист. Награда Сильвануса Тайера (1974).

## Биография
По линии матери потомок иммигрантов из Германии, отец отца был иммигрантом из Ирландии.
В 1909 году окончил приходскую школу, после чего сдавал экзамены на получение стипендии для обучения в милуокском университете Маркетта (en:Marquette University) и его подготовительной академии — заняв по сумме баллов второе место получил предложение на бесплатное обучение в течение четырех лет в академии, которое окончил за три года.
В 1916 году переехал в Вашингтон, где устроился на работу в госучреждение — в офис третьего помощника главного Почтмейстера США, одновременно стал студентом юридического колледжа. (До этого всё время жил в Милуоки.) С 23 апреля 1917 года работал в госдепартаменте США.
На дипломатической службе в 1917—1959 годах (всего сорок два года).
В 1917—1919 годах работал в американской дипмиссии в Швейцарии.
Затем снова в Вашингтоне, на госслужбе в департаменте Казначейства, одновременно окончив в конце 1920 года прерваное обучение в колледже, был допущен к адвокатской практике, однако вместо занятия ею поступил на консульскую службу, заняв пост вице-консула в Цюрихе.
В 1921—1925 годах работник американского консульства в г. Мюнхен, исполнял обязанности Генерального консула.
В 1930—1936 годах американский консул в Париже.
Являлся американским поверенным в делах при режиме Виши.
В сентябре 1944 года был назначен советником по германским вопросам при генерале Эйзенхауэре.
В 1945—1949 годах главный представитель госдепартамента США в Германии.
В 1949—1952 годах посол США в Бельгии.
В 1952—1953 годах посол США в Японии.
В марте — ноябре 1953 года помощник госсекретаря США по делам международных организаций.
В августе — декабре 1959 года заместитель госсекретаря США по политическим вопросам.
С 3.2.1921 был женат на Милдред Тейлор.